# Gomer Edwin Evans
Gomer Edwin Evans (Cardiff, 24 september 1947) is een Welsh musicus en componist, die in de buurt van Lübeck in Duitsland leeft. 

## Biografie en carrière
Evans studeerde klassieke gitaar en muziektheorie aan het Cardiff College of Music at Cardiff Castle, het huidige Welsh College of Music and Drama. Hij speelt akoestische gitaar, elektrische gitaar, piano, klavieraccordeon, synthesizer, mondharmonica und fluit.
Op de leeftijd van 19 jaar begon Evans professioneel als musicus en componist te werken. In het begin in een geluidsstudio. In de jaren 1970 tourde Evans door de USA en speelde daarbij, hoofdzakelijk in colleges, folkmuziek. Aan het eind van zijn tour door de USA ontdekte hij in de stad New York de straatmuziek voor zich. Daaropvolgend tourde hij als straatmuzikant door Europa. "Het was een geweldige manier om de wereld te ontdekken", is zijn mening daarover. In 1981 begon Evans ontspannings- en wellnessmuziek te componeren in de stijl van new age. Hij heeft voor film en televisie muziek en songs gecomponeerd.

## Discografie

### Albums (selectie)
- 1990 - Tequila sunrise
- 1990 - Music for health
- 1990 - Music for beauty
- 1990 - Children's music
- 1991 - Irish gipsy
- 1991 - Music for relaxation
- 1991 - Sleepytime
- 1992 - Music for lovers
- 1992 - Greek romance
- 1992 - Green mountains
- 1992 - Africa
- 1992 - Entspannungsmusik für den Widder
- 1992 - Entspannungsmusik für den Steinbock
- 1993 - Vivaldi with calm ocean sounds
- 1993 - Pachelbel with calm ocean sounds
- 1994 - Friends of the rainforest
- 1994 - Sagittarius
- 1994 - Erotic moods
- 1994 - Music for lovers
- 1995 - Grieg with calm ocean sounds
- 1995 - Music for friends of the earth
- 1996 - Body music one
- 1996 - Body music two
- 1998 - Tuning in to the bodymind
- 1998 - Soul finder
- 1998 - The best of Gomer Edwin Evans
- 1998 - Sensual moods
- 1999 - Pilgrim
- 2002 - The spirit of tantra
- 2002 - Wonderful instrumental dreams for yoga & tai chi chuan
- 2008 - Spirit of Tibet
- 2011 - Ayurveda healing
- 2012 - Heilkraft des Mondes
- 2012 - Celtic harmony
- 2016 - Gregorianische Choräle
- 2016 - Tibetan chant meditation
- 2019 - Majesty of the seas
- 2019 - Journey to hapiness